# Księżniczka Angina
Księżniczka Angina (La Princesse Angine) - powieść Rolanda Topora wydana w 1967 roku. Na polski została przetłumaczona przez Agnieszkę Taborską w 1996 roku. Opisuje przygody tytułowej księżniczki Anginy, która jest małą dziewczynką podróżującą samochodem wraz ze swoim służącym, oraz przypadkowo napotkanym nieznajomym - Jonatanem. Akcja toczy się w wyimaginowanej krainie, pełnej dziwnych postaci. Autor nawiązuje do Alicji w Krainie Czarów Lewisa Carrolla. Księżniczka Angina jest powieścią pełną absurdów i gier słownych, co jest typowe dla twórczości Rolanda Topora.